# Bradycellus decorus
Bradycellus decorus är en skalbaggsart som beskrevs av Thomas Casey. Bradycellus decorus ingår i släktet Bradycellus och familjen jordlöpare. Inga underarter finns listade i Catalogue of Life.